# Touroulet
Le Touroulet ou le ruisseau de la Pouyade est un ruisseau français du département de la Dordogne, affluent de la Côle et sous-affluent de la Dordogne par la Dronne.

## Toponymie
En occitan, le cours d'eau porte le nom de Torolet[réf. nécessaire].

## Géographie
Il prend sa source vers 315 mètres d'altitude sur la commune de La Coquille, un kilomètre au nord du bourg, en bordure de la ligne de chemin de fer Limoges - Périgueux, à proximité du lieu-dit le Coderc.
Il passe à l'ouest de Chalais et rejoint la Côle en rive gauche en limite des communes de Saint-Jory-de-Chalais et Thiviers, quatre kilomètres au nord-ouest du centre-ville de Thiviers, près du lieu-dit la Rochette, à 218 mètres d'altitude.
Long de 17 km, il a trois petits affluents répertoriés, le ruisseau de Jalinie, le Mauroussie et le ruisseau de Pierrefiche.

### Écologie

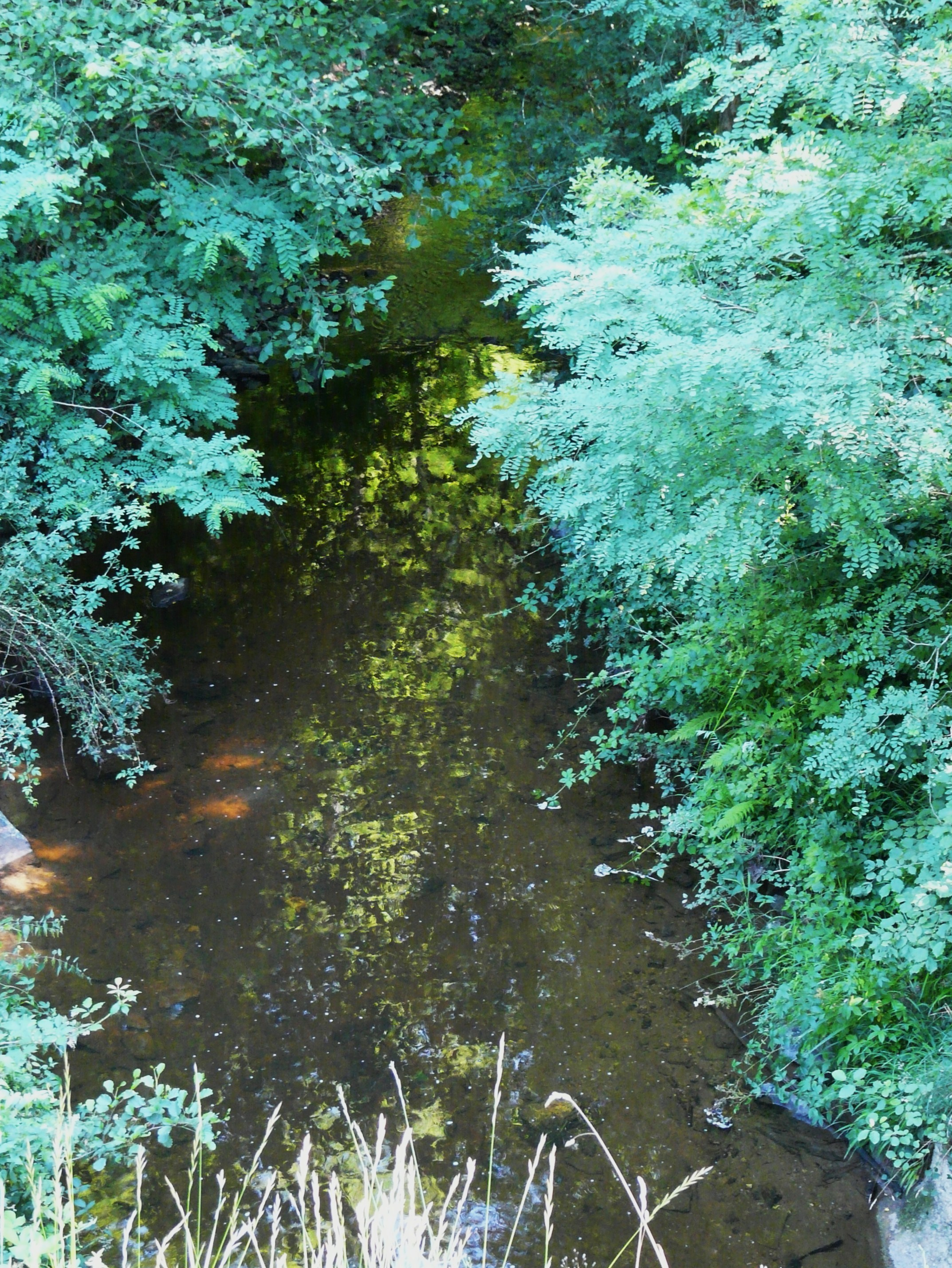
Le Touroulet à Saint-Jory-de-Chalais.

Le cours du Touroulet depuis son entrée sur la commune de Saint-Jory-de-Chalais jusqu'à sa confluence avec la Côle, ainsi qu'une partie du cours de ses trois affluents, représentent une zone naturelle d'intérêt écologique, faunistique et floristique (ZNIEFF) de type 1,.

### Communes et cantons traversés
À l'intérieur du département de la Dordogne, le Touroulet (ou le ruisseau de la Pouyade) arrose quatre communes réparties sur deux cantons :
- Canton de Jumilhac-le-Grand
  - La Coquille (source)
  - Chalais
  - Saint-Jory-de-Chalais (confluence)
- Canton de Thiviers
  - Thiviers (confluence)